# Antje Schreuder
Antje (Annie) Schreuder (Amsterdam, 15 november 1887 - aldaar, 2 februari 1952) was een Nederlandse biologe en paleontologe. Haar onderzoek naar de reuzenkopbever (Trogontherium cuvieri) in het gebied rond Tegelen was haar bekendste wetenschappelijke werk.
Antje Schreuder werd geboren als tweede kind van Antje IJserinkhuijsen en houthandelaar Jan Casper Schreuder, op de Nassaukade 5 in Amsterdam. 
Na de HBS koos Schreuder voor bètavakken. Op 23-jarige leeftijd begon zij haar studie biologie aan de Universiteit van Amsterdam. Ze volgde colleges en practica bij Hugo de Vries (botanie), Max Wilhelm Carl Weber (zoölogie) en Eugène Dubois (geologie, paleontologie). 

## Fossielen
Schreuder was van 1911 tot 1928 assistent van professor Dubois aan het Geologisch Instituut van de Universiteit van Amsterdam. Ze deed veel veldwerk en onderzoek, onder andere door opgravingen in de klei van Tegelen, een gesteentelaag die is ontstaan in het Tiglien. Ze mat het botmateriaal in de fossielen van zoogdieren nauwkeurig op en vergeleek die met andere sporen en resten die geconserveerd zijn in versteend materiaal. Zo ontdekte zij als eerste dat katachtigen hebben geleefd in Tegelen. Een fossiele vondst bleek van een Europese jaguar en werd aanvankelijk naar haar vernoemd: Panthera schreuderi (nu Panthera gombaszoegensis). Haar bekendste determinatie is echter die van de uitgestorven reuzenkopbever. Schreuder ontwikkelde zich tot autoriteit op het gebied van Kwartair botmateriaal.

## Proefschrift

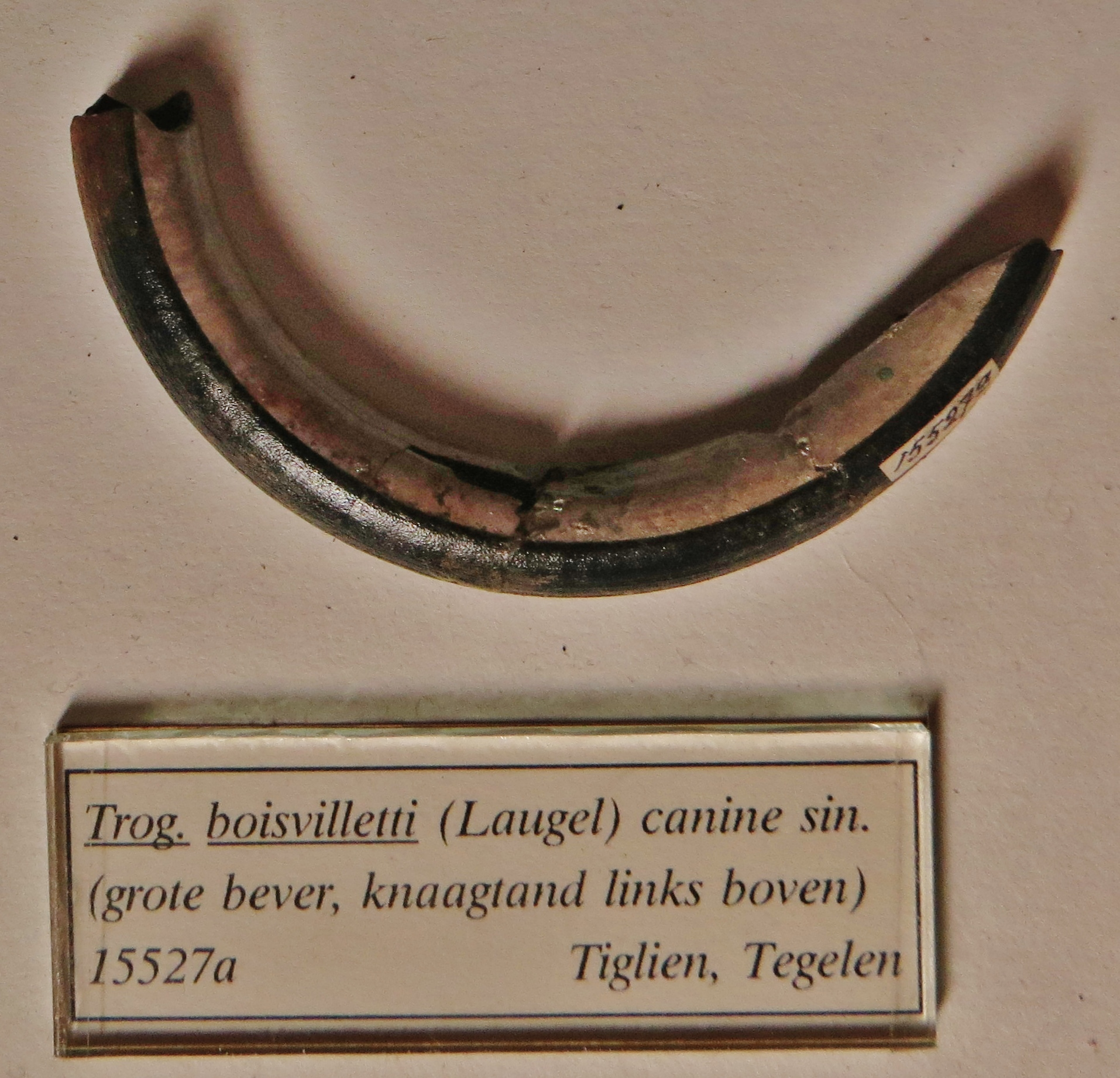
Bovenkaakse snijtand van Trogontherium cuvieri beschreven door Antje Schreuder (Teylers Museum)

In 1928 behaalde behaalde Schreuder haar doctoraal bij Dubois met de verdediging van haar proefschrift 'Bijdrage tot kennis van Conodontes en Trogontherium'. Het gaat over het uitgestorven geslacht van de reuzenkopbever. De eerste bevers verschenen 33 miljoen jaar geleden. De reuzenkopbever verscheen 2,5 miljoen jaar geleden en stierf 200.000 jaar geleden uit.

## Overlijden
Bij een terugblik op haar leven en werk na haar dood in 1952 kreeg het belang van haar werk aandacht in in het Maandblad Geologie en Mijnbouw van het Koninklijk Nederlandsch geologisch-mijnbouwkundig genootschap:

De faam van ANNIE SCHREUDER was zo groot dat mensen uit Groot-Brittannië, Duitsland, Hongarije, Zwitserland, Frankrijk en andere landen haar raadpleegden of hun materiaal ter bevestiging stuurden. Met al deze collega's onderhield ze een levendige correspondentie, waarbij ze ervaringen en publicaties uitwisselde. (...)

De necrologie eindigde met de woorden:

Ze streefde nooit persoonlijk gewin of eer na, maar werkte alleen voor het welzijn van anderen en van de wetenschap

Antje Schreuder is begraven op De Nieuwe Ooster in Amsterdam. Graf nummer 34-1-0021.

## Nationaal IJstijdzoogdier
De Werkgroep Pleistocene Zoogdieren stelde in 2023 een shortlist van tien ijstijdzoogdieren op die in Nederland leefden tijdens het Pleistoceen. De uitgestorven dieren kregen elk hun eigen ambassadeur of team van ambassadeurs om hen naar de titel van Nationaal IJstijdzoogdier te helpen. Schreuder werd postuum ambassadeur van de reuzenkopbever. 

## Boek ‘De reuzenkopbever’
Eind januari 2025 is het boek ‘De reuzenkopbever, de terugkeer van een iconisch ijstijdzoogdier’ verschenen. Het boek beschrijft de historie, de naamgeving, de onderzoekers aan de reuzenkopbever, over de fossielen en waar ze zijn gevonden en bevat veel foto’s die fossielenverzamelaars als referentie kunnen gebruiken.      ISBN 9789050119634
- International Standard Name Identifier: 0000 0003 5729 6562
- Nederlandse Thesaurus van Auteursnamen: 15502499X
- Système universitaire de documentation: 11908015X
- Virtual International Authority File: 197232889